# 海域公園
海域公園（かいいきこうえん）とは、日本の国立公園または国定公園内の海域の景観を維持するため、公園計画に基づいて、その区域の海域内に設けられた地区のこと。自然公園法によって指定、管理される。従来の名称は海中公園（かいちゅうこうえん）であったが、2010年4月の改正自然公園法の施行により変更された。
2024年（令和6年）6月30日現在、145の地区が指定され、指定に関係している公園は31箇所になり、また総面積は67,762.6ヘクタールに及ぶ。

## 特徴
海域公園は重要度によって、その中で2つの地区に分けられる。
- 海域公園地区は、特に海産資源、海底地形などにおいて特に重要とされている地区で、公園の根幹を成す。
- 普通地区は、その海域公園地区の周囲1kmを占める。風景、景観の維持を図ることが目的である。

いずれにしても、視覚に訴えた自然保護ではなく、資源を含めた自然の保護という観点に基づいた指定である。しかしながら、海域公園には自然保護と共に観光資源としての一面も持ち、串本海中公園を皮切りに全国の至る海域公園に海中展望塔など施設等々が設けられるようになり、これらも含めて「海域公園」と呼ぶのが一般的である。これらは観光振興に一役買っており、人が自然と触れあう公園としての役割を持っている地区もある。また、地区によっては自由に遊泳することも可能であり、スキューバダイビングなどのメッカとなっている所も見られる。

## 設置の背景
海域公園の前身である海中公園は、国際会議によって設置するように定められたものである。契機は1962年に実施された第1回世界国立公園会議であり、その中の議題の一つとして陸上だけでなく、海中の自然、景観についても提起され、それを保全すべく海中公園設置の検討を行うよう勧告を受けたことが始まりである。それを受けた日本政府は環境庁（現：環境省）に国内でも特に海中景観が優れた地区の調査を行うことを命じ、その結果1970年（昭和45年）に自然公園法改正によって海中公園の設置を行うことになった。
その背景には急激な工業化、経済成長によって公害問題が深刻になりつつある中で、工場や住宅による汚水の流出、レジャー開発などの影響を受け、海中の環境が著しく悪化していながらも従来の公園制度では陸上しか対象となっていなかったことがある。

## 歴史
- 1962年（昭和37年）：シアトルにて世界国立公園会議を開催。各国に海中公園の設置検討の勧告が出される。
- 1964年（昭和39年）：日本自然保護協会が、海中公園調査委員会を設置し、委員会が設置に向けて動き出す。
- 1966年（昭和41年）：厚生省（現：厚生労働省）の中で海中公園の調査に関する経費を計上。設定に向け、有望な海域の調査を開始する。
- 1970年（昭和45年）：自然公園法の一部を改正する法律案が可決。同年5月16日に公布、施行される。同年7月に日本全国で串本、天草、日南海岸など10箇所の海中公園を設置。
- 2009年（平成21年5月）：自然公園法及び自然環境保全法の一部を改正する法律案が可決。同年6月3日に公布され、翌2010年4月1日に施行される。
- 2010年（平成22年4月）：自然公園法が改正され、従来の「海中公園地区」は「海域公園地区」と改められ、法改正前に現に指定されていた海中公園地区は、改正後の法規定により指定された海域公園地区とみなされる。

## 開発時の制約
海域公園は、国立公園または国定公園の海域の景観を維持することが目的であり、そのために指定された地域では開発に制約が掛かる。たとえば、以下の行動を行う際には環境大臣（国定公園の場合都道府県知事）の許可を得なければならない。
- 工作物の新築、増改築
- 鉱物の採掘、土砂の採取
- 広告物等の表示
- 海面の埋め立て、干拓
- 海底の形状の変更
- 環境大臣が指定した熱帯魚、サンゴなどの捕獲、損傷、殺傷
- 物の繋留
- 関連施設からの汚水の排出
- 環境大臣が指定する区域、期間内における動力船の使用

## 日本国内の海域公園
（公園の名称、海域公園の名称、海域公園地区の指定年月日、箇所数の順）

### 国立公園内の海域公園
- 利尻礼文サロベツ国立公園
  - 礼文島西海岸 （2021年（令和3年）10月29日）1箇所
  - 利尻島ポンモシリ （2021年（令和3年）10月29日）1箇所
- 三陸復興国立公園
  - 気仙沼 （1971年（昭和46年）1月22日）3箇所
- 小笠原国立公園
  - 瓢箪島 （2009年（平成21年）11月12日）1箇所
  - 人丸島 （2009年（平成21年）11月12日）1箇所
  - 兄島 （2009年（平成21年）11月12日）1箇所
  - 父島宮之浜・釣浜 （2009年（平成21年）11月12日）1箇所
  - 父島製氷海岸 （2009年（平成21年）11月12日）1箇所
  - 父島巽湾（中海岸） （2009年（平成21年）11月12日）1箇所
  - 父島巽湾（鯨崎） （2009年（平成21年）11月12日）1箇所
  - 父島巽湾（西海岸） （2009年（平成21年）11月12日）1箇所
  - 南島 （2009年（平成21年）11月12日）1箇所
  - 母島椰子浜 （2009年（平成21年）11月12日）1箇所
  - 母島ウエントロ （2009年（平成21年）11月12日）1箇所
  - 母島御幸之浜 （2009年（平成21年）11月12日）1箇所
  - 向島東海岸 （2009年（平成21年）11月12日）1箇所
  - 平島 （2009年（平成21年）11月12日）1箇所
- 富士箱根伊豆国立公園
  - 三宅島 （1994年（平成6年）11月7日） 2箇所
  - 野田浜-ケイカイ （2022年（令和4年）9月16日）1箇所
  - 秋の浜 （2022年（令和4年）9月16日）1箇所
  - 王の浜 （2022年（令和4年）9月16日）1箇所
  - トウシキ （2022年（令和4年）9月16日）1箇所
  - 泊海岸~神引湾 （2022年（令和4年）9月16日）1箇所
  - 御釜湾 （2022年（令和4年）9月16日）1箇所
  - 赤崎-長浜作根 （2022年（令和4年）9月16日）1箇所
- 吉野熊野国立公園
  - 串本海中公園 （1970年（昭和45年）7月1日） 5箇所
  - 熊野灘二木島 （1975年（昭和50年）12月19日） 2箇所
  - みなべ （2015年（平成27年）9月24日） 1箇所
  - ショウガセ （2015年（平成27年）9月24日） 1箇所
  - 田辺白浜 （2015年（平成27年）9月24日） 1箇所
  - 枯木灘白浜・日置 （2015年（平成27年）9月24日） 1箇所
  - 枯木灘すさみ （2015年（平成27年）9月24日） 1箇所
  - 串本 （2015年（平成27年）9月24日） 1箇所
  - 苗我島 （2015年（平成27年）9月24日） 1箇所
  - 熊野灘古座・荒船 （2015年（平成27年）9月24日） 1箇所
  - 熊野灘浦神・玉ノ浦 （2015年（平成27年）9月24日） 1箇所
  - 熊野灘勝浦・太地 （2015年（平成27年）9月24日） 1箇所
  - 熊野灘王子ヶ浜・三輪崎 （2015年（平成27年）9月24日） 1箇所
  - 平瀬島 （2023年（令和5年）3月31日）1箇所
  - オドナ岩・ダイヤ岩 （2023年（令和5年）3月31日）1箇所
  - 島勝浦・須賀利 （2023年（令和5年）3月31日）1箇所
  - 行野浦 （2023年（令和5年）3月31日）1箇所
  - 九木崎 （2023年（令和5年）3月31日）1箇所
  - 三木崎 （2023年（令和5年）3月31日）1箇所
  - カイタロー鼻・鈴置島 （2023年（令和5年）3月31日）1箇所
- 山陰海岸国立公園
  - 五色浜 （1990年（平成2年）4月6日） 1箇所
  - 豊岡 （1971年（昭和46年）1月22日） 1箇所
  - 竹野 （1971年（昭和46年）1月22日） 1箇所
  - 浜坂 （1971年（昭和46年）1月22日）2箇所
  - 浦富海岸 （1971年（昭和46年）1月22日） 1箇所
  - 山陰海岸東部 （2014年（平成26年）3月31日） 1箇所
  - 山陰海岸中部 （2014年（平成26年）3月31日） 1箇所
  - 山陰海岸西部 （2014年（平成26年）3月31日） 1箇所
- 瀬戸内海国立公園
  - 牛ヶ首 （2013年（平成25年）2月28日）1箇所
  - 地家室 （2013年（平成25年）2月28日）1箇所
  - 伊崎 （2013年（平成25年）2月28日）1箇所
  - 沖家室 （2013年（平成25年）2月28日）1箇所
- 大山隠岐国立公園
  - 島根半島 （1971年（昭和47年）10月16日） 1箇所
  - 浄土ヶ浦 （1975年（昭和50年）12月11日） 2箇所
  - 代 （1975年（昭和50年）12月11日） 1箇所
  - 国賀 （1975年（昭和50年）12月11日） 1箇所
  - 海士 （1997年（平成9年）9月19日） 1箇所
- 足摺宇和海国立公園
  - 宇和海 （1972年（昭和47年）11月10日） 9箇所
  - 沖ノ島 （1972年（昭和47年）11月10日） 5箇所
  - 竜串 （1972年（昭和47年）11月10日） 4箇所
  - 樫西 （1972年（昭和47年）11月10日） 2箇所
  - 勤崎 （1995年（平成7年）8月21日） 1箇所
  - 尻貝 （1995年（平成7年）8月21日） 1箇所
- 西海国立公園
  - 福江 （1972年（昭和47年）10月16日） 2箇所
  - 若松 （1972年（昭和47年）10月16日） 3箇所
- 雲仙天草国立公園
  - 富岡 （1970年（昭和45年）7月1日） 2箇所
  - 天草 （1970年（昭和45年）7月1日） 1箇所
  - 牛深 （1970年（昭和45年）7月1日） 9箇所
- 霧島錦江湾国立公園
  - 桜島 （1970年（昭和45年）7月1日） 2箇所
  - 佐多岬 （1970年（昭和45年）7月1日） 2箇所
  - 神瀬 （2012年（平成24年）3月16日） 1箇所
  - 神造島 （2012年（平成24年）3月16日） 1箇所
  - 若尊鼻 （2012年（平成24年）3月16日） 1箇所
  - 若尊海山 （2012年（平成24年）3月16日） 1箇所
  - 重富干潟 （2012年（平成24年）3月16日） 1箇所
- 屋久島国立公園
  - 栗生 （2012年（平成24年）3月16日） 3箇所
  - メガ崎 （2012年（平成24年）3月16日） 1箇所
- 奄美群島国立公園
  - 笠利半島東海岸 （2017年（平成29年）3月7日） 1箇所
  - 摺子崎 （2017年（平成29年）3月7日） 1箇所
  - 大島海峡1号 （2017年（平成29年）3月7日） 1箇所
  - 大島海峡2号 （2017年（平成29年）3月7日） 1箇所
  - 大島海峡3号 （2017年（平成29年）3月7日） 1箇所
  - 与論島礁湖 （2017年（平成29年）3月7日） 1箇所
  - 与論海岸1号 （2017年（平成29年）3月7日） 1箇所
  - 与論海岸2号 （2017年（平成29年）3月7日） 1箇所
  - 与論海岸3号 （2017年（平成29年）3月7日） 1箇所
- 慶良間諸島国立公園
  - 慶良間諸島 （2014年（平成26年）3月5日） 1箇
- 西表石垣国立公園
  - 平野 （2012年（平成24年）3月27日） 1箇所
  - 平久保 （2007年（平成19年）8月1日） 1箇所
  - 明石 （2012年（平成24年）3月27日） 1箇所
  - 玉取崎 （2012年（平成24年）3月27日） 1箇所
  - 川平石崎 （2007年（平成19年）8月1日） 1箇所
  - 米原プカピー （2012年（平成24年）3月27日） 1箇所
  - 米原 （2007年（平成19年）8月1日） 1箇所
  - 御神崎 （2012年（平成24年）3月27日） 1箇所
  - 白保 （2007年（平成19年）8月1日） 1箇所
  - 鳩間島バラス・宇那利崎 （2012年（平成24年）3月27日） 1箇所
  - 竹富島タキドングチ・石西礁湖北礁・ヨナラ水道 （1977年（昭和52年）7月1日） 1箇所
  - 西表島後良川河口 （2012年（平成24年）3月27日） 1箇所
  - 竹富島シモビシ （1977年（昭和52年）7月1日） 1箇所
  - 竹富島南沖礁 （2012年（平成24年）3月27日） 1箇所
  - 西表島鹿川中瀬 （2012年（平成24年）3月27日） 1箇所
  - 西表島仲間崎 （2012年（平成24年）3月27日） 1箇所
  - 黒島ウラビシ・キャングチ・仲本海岸 （1977年（昭和52年）7月1日） 1箇所
  - 新城島マイビシ （1977年（昭和52年）7月1日） 1箇所
  - 波照間島ヌービ崎沖 （2012年（平成24年）3月27日） 1箇所
  - 波照間島浜崎沖 （2012年（平成24年）3月27日） 1箇所
  - 西表島大見謝 （2016年（平成28年）3月31日） 1箇所
  - 西表島ユツン （2016年（平成28年）3月31日） 1箇所
  - 外離島 （2016年（平成28年）3月31日） 1箇所

### 国定公園内の海域公園
- ニセコ積丹小樽海岸国定公園
  - 積丹半島 （1972年（昭和47年）10月16日） 3箇所
  - 小樽海岸 （1972年（昭和47年）10月16日） 3箇所
- 下北半島国定公園
  - 仏ヶ浦 （1975年（昭和50年）12月11日） 1箇所
  - 鯛島 （1975年（昭和50年）12月11日） 1箇所
- 南房総国定公園
  - 勝浦 （1974年（昭和49年）6月7日） 1箇所
- 佐渡弥彦米山国定公園
  - 外海府 （1971年（昭和46年）1月22日） 2箇所
  - 相川 （1971年（昭和46年）1月22日） 2箇所
  - 小木 （1971年（昭和46年）1月22日） 1箇所
- 能登半島国定公園
  - 木ノ浦 （1971年（昭和46年）1月22日） 2箇所
  - 内浦 （1971年（昭和46年）1月22日） 3箇所
- 越前加賀海岸国定公園
  - 加賀海岸 （2012年（平成24年）3月27日） 1箇所
- 若狭湾国定公園
  - 三方 （1971年（昭和46年）1月22日） 4箇所
- 北長門海岸国定公園
  - 須佐湾 （1997年（平成9年）9月18日） 1箇所
- 室戸阿南海岸国定公園
  - 阿波大島 （1971年（昭和46年）1月22日） 3箇所
  - 阿波竹ヶ島 （1972年（昭和47年）10月16日） 2箇所
- 玄海国定公園
  - 玄海 （1970年（昭和45年）7月1日） 5箇所
- 壱岐対馬国定公園
  - 壱岐辰ノ島 （1978年（昭和53年）6月16日） 1箇所
  - 壱岐手長島 （1978年（昭和53年）6月16日） 1箇所
  - 壱岐妻ヶ島 （1978年（昭和53年）6月16日） 1箇所
  - 対馬浅茅湾 （1978年（昭和53年）6月16日） 1箇所
  - 対馬神崎 （1978年（昭和53年）6月16日） 1箇所
- 日豊海岸国定公園
  - 蒲江 （1974年（昭和49年）2月15日） 4箇所
  - 南北浦 （1974年（昭和49年）2月15日） 6箇所
- 日南海岸国定公園
  - 日南 （1970年（昭和45年）7月1日） 6箇所
- 甑島国定公園
  - 上甑島西海岸及び長目の浜 （2015年（平成27年）3月16日） 1箇所
  - 野島・近島等の属島群 （2015年（平成27年）3月16日） 1箇所
  - 鹿島断崖 （2015年（平成27年）3月16日） 1箇所
  - 下甑島西海岸 （2015年（平成27年）3月16日） 1箇所
- 沖縄海岸国定公園
  - 沖縄海岸 （1974年（昭和47年）5月15日） 1箇所